# Васил
Васил (буг. и мкд. Васил, груз. ვასილ) је бугарско, македонско и грузијско мушко име.
- Азис (Васил Бојанов)
- Васил Гарванлијев
- Васил Методијев
- Васил Хаџиманов